# Leo Pappenheim
Leonhard (Leo) Pappenheim (Amsterdam – 13 augustus 1896 - Arnhem, 30 augustus 1982) was een Nederlands dirigent.
Hij was zoon van Anna Pappenheim en reiziger en tabakshandelaar Ludwig Pappenheim, dan wonend aan de Roemer Visscherstraat 27. Hijzelf was getrouwd met Josephine Marie (Jos) Holshulf met wie hij pleegkinderen grootbracht.
Pappenheim kreeg zijn eerste opleiding in Amsterdam; Ary Belinfante bracht hem pianolessen. Hij trok vervolgens naar het Conservatorium in Keulen (orkestdirectie van H. Abendroth). Er volgde een aanstelling als kapelmeester te Barmen (1917), werkte vervolgens in Berlijn, Stuttgart, Saarbrücken en vanaf 1923 Bonn (Stádtisch Orkester en Theater). Hij solliciteerde in 1931 bij de Arnhemse Orkest Vereeniging, maar kwam niet door de auditie; ging terug naar Duitsland. In verband met de opkomst van het Nazireginme vluchtte hij naar Nederland, Den Haag. Zonder vaste aanstelling moet hij die jaren dertig doorkomen met af en toe een directie in een opera en het Hofstadorkest. In 1936 vond hij wat vaste emplooi. Hij dirigeerde bij de AOV diverse opera’s. Dat beviel het orkest dermate goed dat ze hem per 1 juni 1939 aanstelden als tweede dirigent. Het was van korte duur, want in 1941 werd ook het Arnhemse orkest geconfronteerd met het bevel tot arisering; Joodse musici moesten vertrekken. Pappenheim werd, nadat hij voor Plan-Frederiks was geweigerd, opgesloten in Kamp Westerbork, maar wist verdere deportatie steeds te voorkomen, mede omdat hij kamporkest dirigeerde. Desalniettemin werd hij in 1944 verder weg opgesloten, nu in concentratiekamp Theresienstadt waar de geschiedenis zich herhaalde.
Na de Tweede Wereldoorlog kon Pappenheim in september 1945 bij het orkest terugkomen, mede doordat eerste dirigent Jaap Spaanderman voor het oorlogstribunaal moest verschijnen (werd later vrijgesproken). Hij deelde de functie toen met Jan Out, ze moesten (Pappenheim nog danig aangeslagen) van voor af aan beginnen met een gehavend orkest. Wanneer Spaanderman in 1949 zijn dirigeerstok inlevert, kan het orkest eigenlijk geen keus maken tussen Pappenheim en Out. Uiteindelijk werd Out de eerste dirigent en Pappenheim bleef tweede. Zijn werkzaamheden werden in de loop der jaren steeds minder, in 1959 vertrok hij er. Tot 1966 zou hij er gastdirectie verzorgen, vanaf dan alleen nog bij de kerstmatinée en uiteindelijk niet meer. Pappenheim hield zich in die jaren bezig met het leiden van koren van oratoriumverenigingen.
Voor zijn werkzaamheden werd hij benoemd tot ridder in de Orde van Oranje-Nassau. Hij was voorts erelid van het Internationale Gustav Mahler Gesellschaft en in het bezit van de zilveren legpenning van de stad Arnhem. Pappenheim werd begraven op Moscowa.